# Gina Philips
Gina Philips, nascida Gina Consolo (Miami Beach, Flórida, 10 de maio de 1970) é uma atriz americana conhecida pelo seu papel em Olhos Famintos.

## Início da vida e educação
Philips nasceu em Miami Beach, Flórida , de pai italiano e mãe judia asquenazi.  Ela frequentou a Universidade da Pensilvânia , mas desistiu no meio do último ano para seguir carreira de atriz. No entanto, eles permitiram que ela passasse pela formatura com o resto da turma, já que ela estava a apenas uma turma de distância. 

## Carreira
Na televisão, Philips apareceu principalmente em pequenos papéis em episódios únicos de séries de televisão, bem como papéis em filmes feitos para a TV. Ela apareceu em papéis recorrentes por uma temporada de Ally McBeal , Boston Public e Hawaii .
Philips conseguiu seu primeiro papel coadjuvante no filme para TV de 1995 Deadly Invasion: The Killer Bee Nightmare .  Em 1996, Philips teve um pequeno papel no filme para TV Unforgivable como Tammy, a filha de um pai abusivo. Em 1997, Philips desempenhou seu primeiro papel principal no filme para TV Born Into Exile como Holly, uma fugitiva de 14 anos.
Em 2001, Philips foi escalada como protagonista no filme de terror de 2001 Jeepers Creepers . Em 2003, Philips iria originalmente aparecer novamente como Trish Jenner em Jeepers Creepers 2 , já que o enredo era sobre sua personagem e a personagem de Patricia Belcher caçando The Creeper, mas o enredo mudou consideravelmente durante as reescritas do roteiro, com Philips recusando o que havia se tornado um papel secundário.  Seu próximo filme foi a comédia dramática americana The Anarchist Cookbook , que recebeu críticas principalmente negativas. 
Em 2004, ela estrelou os filmes de terror de baixo orçamento Dead & Breakfast e Jennifer's Shadow . Em 2006, Philips novamente desempenhou um papel principal em um filme de terror de baixo orçamento, Ring Around the Rosie, como uma jovem atormentada por visões horríveis e sonhos de eventos trágicos do passado. No ano seguinte, ela estrelou o filme de terror The Sickhouse e o filme de TV My Baby Is Missing ( também conhecido como Stolen Innocence ). 
Em 2011, ela começou a trabalhar no thriller psicológico canadense Chained . 
Ela reprisou seu papel de Trish Jenner, em uma breve participação especial, em Jeepers Creepers 3. 

## Filmografia

### Filmes
| Ano  | Filme                                          | Papel                   | Notas                              |
| ---- | ---------------------------------------------- | ----------------------- | ---------------------------------- |
| 1993 | When the Bough Breaks                          | Teenage Girl            | como Gina Phillips                 |
| 1993 | Love, Honor & Obey: The Last Mafia Marriage    | Adult Gigi              | filme para TV                      |
| 1994 | Rave, Dancing to a Different Beat              | Lorri                   |                                    |
| 1994 | Lies of the Heart: The Story of Laurie Kellogg | Alicia                  | filme para TV                      |
| 1995 | Breaking Free                                  | Lindsay Kurtz           |                                    |
| 1995 | Deadly Invasion: The Killer Bee Nightmare      | Tracy Ingram            | filme para TV                      |
| 1996 | No Greater Love                                | Alexis 'Lexie' Winfield | filme para TV                      |
| 1996 | Unforgivable                                   | Tammy                   | filme para TV / como Gina Phillips |
| 1996 | Her Costly Affair                              | Tess Weston             | filme para TV                      |
| 1997 | Born Into Exile                                | Holly Nolan             | filme para TV                      |
| 1997 | The Advocate's Devil                           | Emma                    | filme para TV                      |
| 1997 | Bella Mafia                                    | Rosa Luciano            | filme para TV                      |
| 1998 | Telling You                                    | Kristen Barrett         |                                    |
| 1998 | Living Out Loud                                | Lisa Francato           |                                    |
| 2001 | Nailed                                         | Mia Romano              |                                    |
| 2001 | Jeepers Creepers                               | Patricia 'Trish' Jenner |                                    |
| 2002 | The Anarchist Cookbook                         | Karla                   |                                    |
| 2003 | Something More                                 | Orangina                |                                    |
| 2003 | Sam & Joe                                      | Lisa                    |                                    |
| 2004 | Dead & Breakfast                               | Melody                  |                                    |
| 2004 | Jennifer's Shadow                              | Jennifer Cassi/Johanna  |                                    |
| 2006 | Ring Around the Rosie                          | Karen Baldwin           |                                    |
| 2006 | Thanks to Gravity                              | Jordan                  |                                    |
|      | Dark Memories                                  | Karin                   |                                    |
| 2007 | The Sick House                                 | Anna                    |                                    |
| 2007 | My Baby Is Missing                             | Jenna Davis             | filme para TV                      |
| 2017 | Jeepers Creepers 3: Cathedral                  | Patricia 'Trish' Jenner |                                    |

### Séries
| Ano       | Título                         | Papel                                               | # episódios  |
| --------- | ------------------------------ | --------------------------------------------------- | ------------ |
| 1992      | Growing Pains                  | Gail                                                | 1 episódio   |
| 1993      | Blossom                        | Tracy                                               | 1 episódio   |
| 1993      | Star Trek: Deep Space Nine     | Varis                                               | 1 episódio   |
| 1993      | Silk Stalkings                 | Stacy                                               | 1 episódio   |
| 1995      | Strange Luck                   | Jensen                                              | 1 episódio   |
| 1996      | Dark Skies                     | Marnie Lane                                         | 1 episódio   |
| 1996      | Sliders                        | Devin                                               | 1 episódio   |
| 1998      | Michael Hayes                  | Jessica Hartman                                     | 1 episódio   |
| 1998      | Buddy Faro                     | Tara Davies                                         | 1 episódio   |
| 1998      | Seven Days                     | Rebecca Ann Rhodes/'Teddy Bear'/Tatiana Zenkovskaya | 1 episódio   |
| 1999–2000 | Ally McBeal                    | Sandy Hingle                                        | 13 episódios |
| 2001      | Boston Public                  | Jenna Miller                                        | 5 episódios  |
| 2002      | ER                             | ER Nurse Kathy                                      | 2 episódios  |
| 2002      | CSI: Crime Scene Investigation | Raina Krell                                         | 1 episódio   |
| 2004      | Hawaii                         | Harper Woods                                        | 4 episódios  |
| 2007      | Medium                         | Colleen Fitzpatrick Barlow                          | 1 episódio   |
| 2007      | Monk                           | Brandy Barber                                       | 1 episódio   |